# Bediha Gün
Bediha Gün (İzmir, 26 d'octubre de 1994) és una lluitadora turca que compite por el club esportiu Trakya Birlik. Bediha Gün va guanyar una medalla de plata, a la categoria femení de 53 kg, en el torneig mundial fet a Istanbul en maig 2016, i va aconseguir el dret de competir en els Jocs Olímpics Rio 2016.